# Villa des Guignières
La villa des Guignières est une voie située dans le quartier de la Muette du 16e arrondissement de Paris.

## Situation et accès
La villa des Guignières est desservie par le RER C à la gare de Boulainvilliers et par la ligne 9 du métro à la station La Muette.

## Origine du nom
Ce nom provient de la plantation de guigniers, une variété de cerisier donnant des fruits à chair sucrée, de couleur noire ou rouge foncé.

## Historique
Cette voie ouverte sous le nom provisoire de « voie N/16 » prend sa dénomination actuelle par un arrêté municipal du 30 décembre 1999.

## Bâtiments remarquables et lieux de mémoire

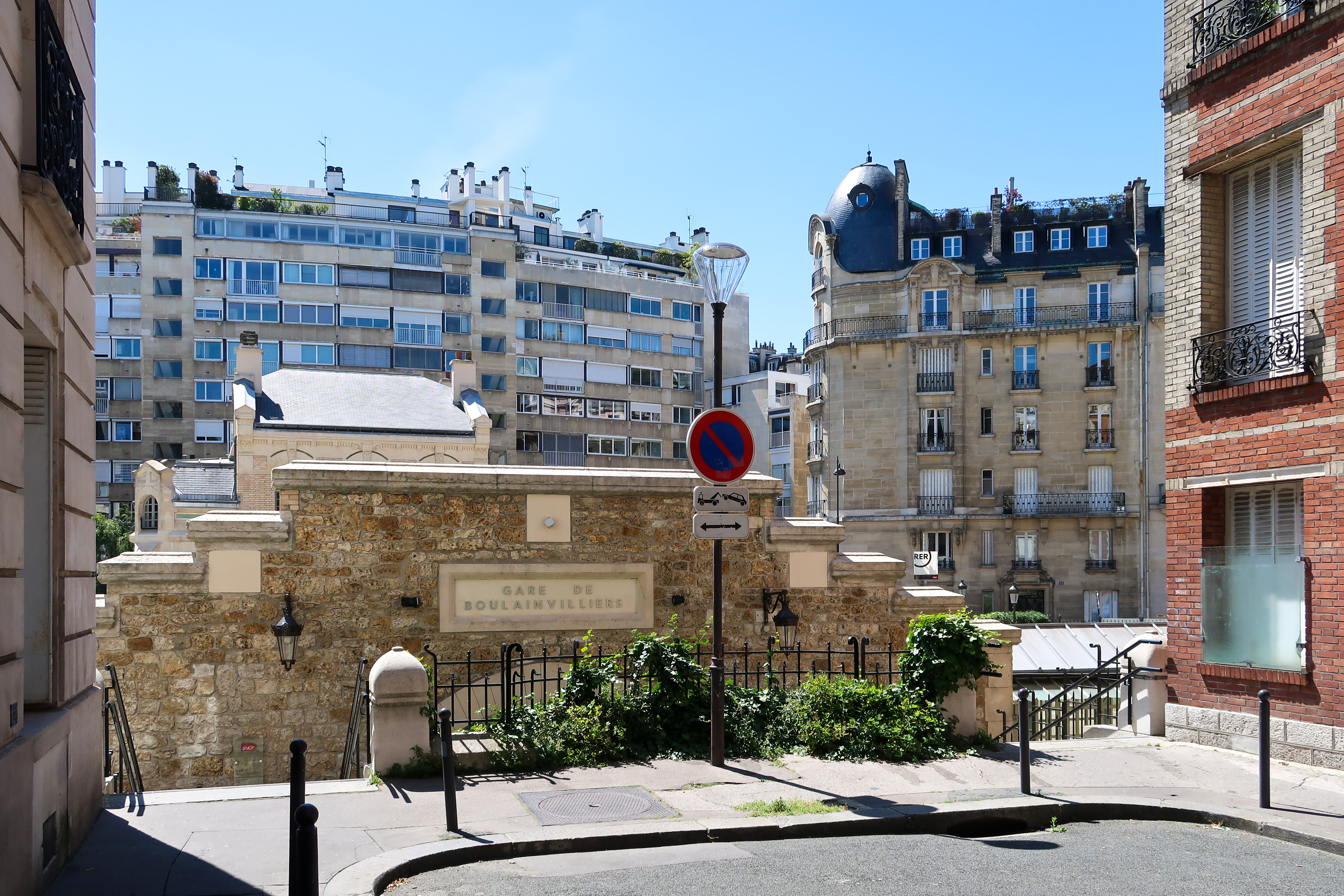
Accès à la gare de Boulainvilliers.
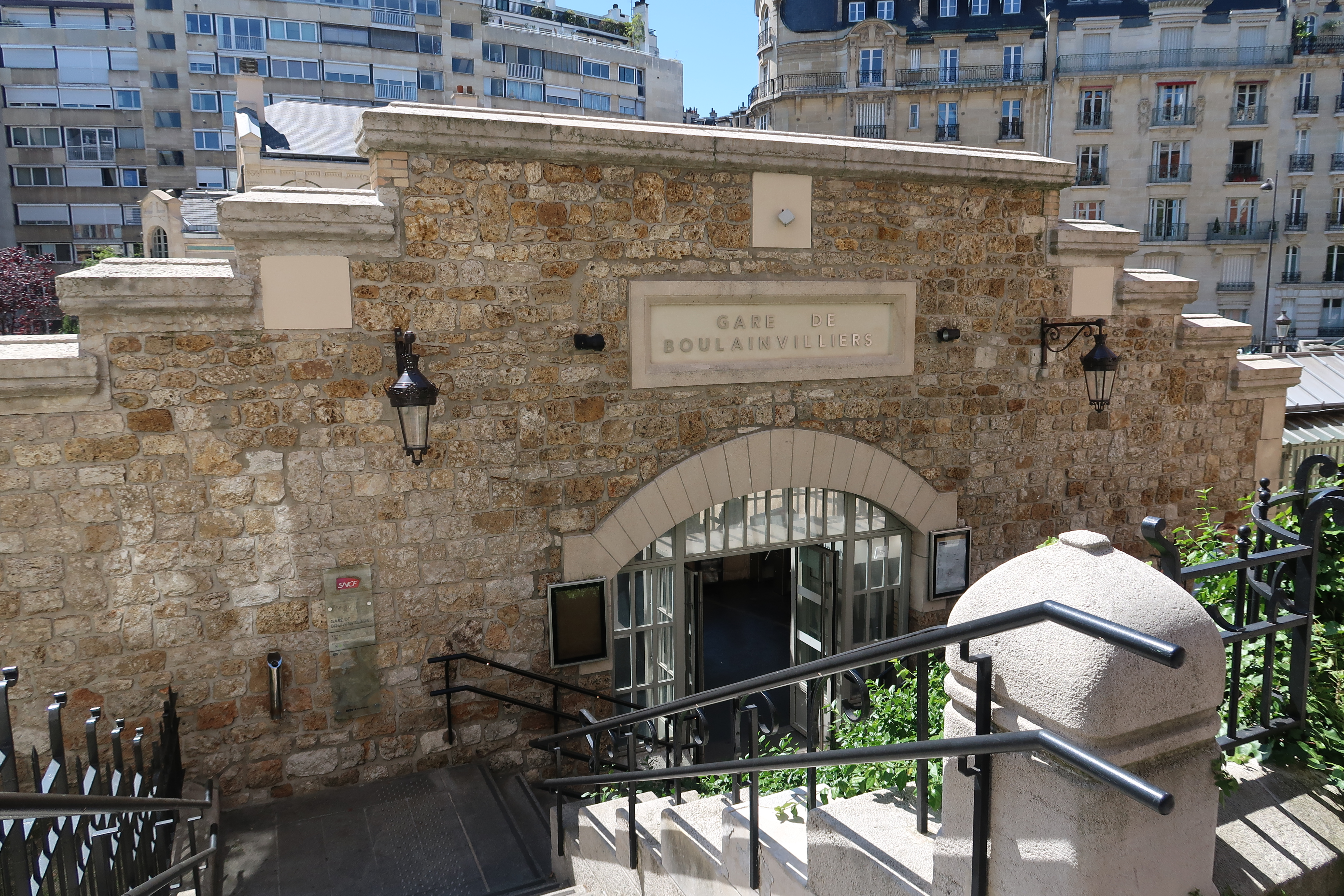
Détail (escalier en fer à cheval).